# لاجئي الراب
لاجئي الراب أولى فرق الراب العربي بسوريا

## نشأتها
تأسست عام 2007 وتتكون من أربعة أعضاء هم ياسر جاموس ومحمد جاموس وأحمد زروق ومحمد جواد. أعضاء الفرقة لهم اهتمامات ثقافية وتحصيل علمي جيد ووعي ممتاز بالقضايا التي تحصل ضمن المجتمع والوطن العربي، فالتزمت الفرقة بوضع أسس معينة لإيصال فكرة الراب العربي بشكل يصل لجميع طبقات المجتمع ذلك بمناقشة القضايا الاجتماعية والشبابية والواقعية والوطنية والسياسية ضمن فكر ووعي تام

## لاجئي الراب
اسم الفرقة لاجئي الراب جاء لسببين وهما أن الفرقة شعرت أن الراب هو الملجئ الذي يتيح لها حرية التعبير بشكل جريء عن مختلف قضايا ومشاكل المجتمع بعكس عدد من أنواع الموسيقى الأخرى في الوطن العربي السبب الأخر أن أعضاء الفرقة من جنسيات عربية مختلفة فكان الراب العربي الملجئ الذي جمعها. الاغاني تتناول قضايا مختلفة قد تكون اجتماعية شبابية معاصرة أو سياسية ناقدة.. ما يميز لاجئي الراب في الوطن العربي هو تنوع واختلاف مواضيع الاغاني من جهة وان اعتمادها موسيقى الراب كفن كان لهدف أو رسالة فكروا بها مسبقا وهي تقديم تفسير لبعض القضايا من وجهة نظرهم التي يعتقدون انها تمثل طبقة واسعة من الشباب الذي يقطن الاحياء الشعبية البسيطة ومن جهة أخرى الاحترام لعاداتهم وتقاليدهم بعدم احتواء الاغاني على الألفاظ نابية أو سيئة
أصدرت لاجئي الراب ألبومها الأول نهاية عام 2007 بعنوان «لاجئي الراب» وتم توزيعه محليا وكان الألبوم من عمل الفرقة وقد حظيت أغنية فلسطين والقرار بقدر كبير من الاهتمام بالشارع العربي وصنفت بالمرتبة الأولى لمدة شهر بالموقع الرسمي لأغاني الراب بالوطن العربي وتم تنزيلها أكثر من 500000 مرة وذلك عن طريق شبكة الانترنت.
عام 2010 تم إصدار الألبوم الثاني بعنوان «وجه لوجه» وتم توزيعه محليا وضم عدد كبير من المواضيع الهامة للشباب وقد لاقى الألبوم نجاحا بالوطن العربي.
كما قامت بالتعاون مع أشهر المغنين والموسيقيين في سوريا والوطن العربي بين حفلات وأغاني مثل حازم العاني وبشار موسى (فرقة كلنا سوا) هنيبال سعد (قائد الأوركسترا السورية) والمغنية ليندا بيطار والمغنية ميرنا قسيس والمغني عاصم سكر والمغني شادي العلي من سوريا ومجموعة المدرسة الدنماركية الموسيقية من الدنمارك أما بالنسبة للراب قامت الفرقة بالتعاون مع الرابير تامر النفار (فرقة الدام) من فلسطين وماليكا وأر جي بي ورمسيس من البنان وفرقة أسفلت من مصر وصلاح الدين أريان من تركيا وأندريا من إيطاليا دونة وألفا ميكا من إسبانيا كما تعتبر فرقة لاجئي الراب عضو أساسي بالعرب ليج ممثلة عن سوريا
شاركت فرقة لاجئي الراب في أكثر من 40 حفلة ومهرجان جرت على العديد من المسارح السورية وهي أول فرقة راب عربي دخلت دار الأوبرا بدمشق عام 2010 كما شاركت بمهرجان «الملتقى الرابع لثقافة الهيب هوب في منطقة البحر المتوسط بالقاهرة - مصر 2011» وشاركت الفرقة بعدة أعمال خيرية وإنسانية مع عدة جمعيات وكرمت من جمعية بسمة للأطفال المصابين بالسرطان بعد حفل أقامته الفرقة بعيد الأم.

## الظهور الإعلامي
حظيت فرقة لاجئي الراب باهتمام إعلامي محلي وعربي وعالمي وقامت بعدة مقابلات مع أشهر القنوات مثل قناة MBC1 - العربية - الجزيرة - الآن - وعالمياً على Guardian Tv البريطاني و TRT Turk ووكالة الأنباء التركية AA Turk والعديد غيرها كما شاركت بفيلم المدرسة السورية من إنتاج قناة الBBC WORLD
أهداف الفرقة:
1- استيراد ثقافة جديدة ضمن أصول عربية وقومية اجتماعية تعي هموم المجتمع ومشاكله.
2- إضافة روح الموسيقى الشرقية بالألحان مثل: العود، الناي، القانون............
3- جعل الراب العربي ركيزة من ركائز الموسيقى العربية في سوريا والوطن العربي والعالم.
4- إيصال أفكار الشباب الهادفة والصحيحة ومحاولة مناقشة جميع المواضيع بشكل واعي.
5- جعل الراب العربي بسوريا عالمياَ.

## وصلات خارجية
- لاجئي الراب على موقع IMDb (الإنجليزية)
- لاجئي الراب على موقع ميوزك برينز (الإنجليزية)